# Campionati del mondo di atletica leggera 2009 - Staffetta 4×400 metri femminile
La staffetta 4×400 metri femminile dei campionati del mondo di atletica leggera 2009 si è svolta il 22 e il 23 agosto. Hanno partecipato 16 squadre.
La gara è stata vinta dalla squadra statunitense formata da Debbie Dunn, Allyson Felix, Lashinda Demus e Sanya Richards (più Natasha Hastings e Jessica Beard che hanno corso in batteria) con il tempo di 3'17"83, primato mondiale stagionale. Argento e bronzo sono andati, rispettivamente, alla Giamaica e alla Gran Bretagna. Il terzo posto era stato originariamente raggiunto dalla Russia, ma la medaglia è stata revocata per motivi di doping.
Il tempo di qualificazione alla gara era di 3'31"00.

## Batterie
Si qualificano alla finale le prime tre squadre classificate di ogni batteria più le due migliori escluse.

### Batteria 1
| Pos. | Nazione     | Atleti                                                                      | Tempo        | Note                                     |
| ---- | ----------- | --------------------------------------------------------------------------- | ------------ | ---------------------------------------- |
| 1    | Stati Uniti | Debbie Dunn, Natasha Hastings, Jessica Beard, Sanya Richards                | 3'29"31      |                                          |
| 2    | Nigeria     | Endurance Abinuwa, Muizat Ajoke Odumosu, Josephine Ehigie, Folashade Abugan | 3'29"60      | Miglior prestazione personale stagionale |
| 3    | Francia     | Virginie Michanol, Aurélie Kamga, Symphora Béhi, Solen Désert-Mariller      | 3'29"60      | Miglior prestazione personale stagionale |
| 4    | Australia   | Pirrenee Steinert, Madeleine Pape, Caitlin Willis-Pincott, Tamsyn Lewis     | 3'30"80      |                                          |
| 5    | Italia      | Marta Milani, Daniela Reina, Maria Enrica Spacca, Libania Grenot            | 3'31"05      |                                          |
| 6    | Brasile     | Geisa Aparecida Coutinho, Emmilly Pinheiro, Sheila Ferreira, Jailma de Lima | 3'31"42      |                                          |
| 7    | Messico     | Alejandra Cherizola, Nallely Vela, Ruth Grajeda, Karla Dueñas               | 3'40"03      |                                          |
|      | Bahamas     | Sasha Rolle, Shakeitha Henfield, Rashan Brown, Katrina Seymour              | squalificate | squalificate                             |

### Batteria 2
| Pos. | Nazione       | Atleti                                                                     | Tempo   | Note                                     |
| ---- | ------------- | -------------------------------------------------------------------------- | ------- | ---------------------------------------- |
| 1    | Russia        | Natalya Nazarova, Tatyana Firova, Natalya Antyukh, Lyudmila Litvinova      | 3'23"80 | Miglior prestazione personale stagionale |
| 2    | Giamaica      | Kaliese Spencer, Shereefa Lloyd, Rosemarie Whyte, Novlene Williams-Mills   | 3'24"72 |                                          |
| 3    | Germania      | Fabienne Kohlmann, Sorina Nwachukwu, Esther Cremer, Claudia Hoffmann       | 3'25"08 | Miglior prestazione personale stagionale |
| 4    | Gran Bretagna | Nicola Sanders, Vicki Barr, Jenny Meadows, Lee McConnell                   | 3'25"23 | Miglior prestazione personale stagionale |
| 5    | Cuba          | Susana A. Clement, Daisurami Bonne, Zulia Calatayud, Indira Terrero        | 3'27"36 | Miglior prestazione personale stagionale |
| 6    | Canada        | Esther Akinsulie, Adrienne Power, Jenna Martin, Carline Muir               | 3'29"17 | Miglior prestazione personale stagionale |
| 7    | Ucraina       | Yuliya Baraley, Tetiana Petlyuk, Anastasiya Rabchenyuk, Antonina Yefremova | 3'30"76 |                                          |
| 8    | Giappone      | Sayaka Aoki, Asami Tanno, Mayu Sato, Satomi Kubokura                       | 3'34"46 |                                          |

## Finale
| Rank | Nation        | Athletes                                                                   | Time      | Notes                                    |
| ---- | ------------- | -------------------------------------------------------------------------- | --------- | ---------------------------------------- |
| 1    | Stati Uniti   | Debbie Dunn, Allyson Felix, Lashinda Demus, Sanya Richards                 | 3'17"83   | Miglior prestazione mondiale stagionale  |
| 2    | Giamaica      | Rosemarie Whyte, Novlene Williams-Mills, Shereefa Lloyd, Shericka Williams | 3'21"15   | Miglior prestazione personale stagionale |
| 3    | Gran Bretagna | Lee McConnell, Christine Ohuruogu, Vicki Barr, Nicola Sanders              | 3'25"16   | Miglior prestazione personale stagionale |
| 4    | Germania      | Fabienne Kohlmann, Sorina Nwachukwu, Esther Cremer, Claudia Hoffmann       | 3'27"61   |                                          |
| 5    | Nigeria       | Endurance Abinuwa, Muizat Ajoke Odumosu, Josephine Ehigie, Folasade Abugan | 3'28"55   | Miglior prestazione personale stagionale |
| 6    | Francia       | Virginie Michanol, Aurélie Kamga, Symphora Béhi, Solen Désert-Mariller     | 3'30"16   |                                          |
| 7    | Cuba          | Diosmely Peña, Daisurami Bonne, Zulia Calatayud, Indira Terrero            | 3'36"99   |                                          |
|      | Russia        | Natalya Nazarova, Tatyana Firova, Natalya Antyukh, Lyudmila Litvinova      | (3'21"64) | squalificate                             |